# قرار مجلس الأمن التابع للأمم المتحدة رقم 626
قرار مجلس الأمن التابع للأمم المتحدة رقم 626، المتخذ بالإجماع في 20 كانون الأول / ديسمبر 1988، بعد الإشارة إلى الاتفاق بين أنغولا وكوبا بشأن انسحاب القوات الكوبية من أنغولا، والنظر في تقرير الأمين العام، أقر المجلس التقرير وأنشأ بعثة الأمم المتحدة الأولى للتحقق في أنغولا لمدة واحد وثلاثين شهراً.
وقرر المجلس أن البعثة ستدخل حيز التنفيذ بمجرد توقيع الاتفاق الثلاثي بين أنغولا وكوبا وجنوب إفريقيا، وكذلك الاتفاق بين أنغولا وكوبا، وطلب من الأمين العام تقديم تقرير إلى المجلس فور توقيع الاتفاق.
في 22 ديسمبر / كانون الأول 1988، تم التوقيع على اتفاقيات ثنائية وثلاثية الأطراف في مدينة نيويورك، مما ساعد على تمهيد الطريق لاستقلال ناميبيا وانسحاب 50,000 جندي كوبي من أنغولا.

## روابط خارجية
- نص القرار في undocs.org